# Loudon Wainwright III (album)
| Recensione              | Giudizio |
| ----------------------- | -------- |
| AllMusic                |          |
| Robert Christgau        | B-       |
| Dizionario del Pop-Rock |          |
| 24.000 dischi           |          |

Loudon Wainwright III (talvolta citato in alcune discografie Album I) è il primo album solista del cantautore folk-rock statunitense Loudon Wainwright III, pubblicato dalla casa discografica Atlantic Records nel settembre del 1970.

## Tracce

### LP
Lato A (ST-A-701911 PR)
Testi e musiche di Loudon Wainwright III.
1. School Days – 3:04 – Registrato il 19 gennaio 1969 al "A & R Studios" di New York City, New York
2. Hospital Lady – 4:03 – Registrato l'8 maggio 1970 al "A & R Studios" di New York City, New York
3. Ode to a Pittsburgh – 3:13 – Registrato il 16 febbraio 1970 al "Atlantic Recording Studios", New York City, New York
4. Glad To See You’ve Got Religion – 3:53 – Registrato il 17 febbraio 1970 al "Atlantic Recording Studios", New York City, New York
5. Uptown – 2:42 – Registrato il 17 febbraio 1970 al "Atlantic Recording Studios", New York City, New York

Lato B (ST-A-701912 PR)
Testi e musiche di Loudon Wainwright III.
1. Black Uncle Remus – 2:37 – Registrato il 19 febbraio 1970 al "Media Sound" di New York City, New York
2. Four Is a Magic Number – 3:26 – Registrato il 17 febbraio 1970 al "A & R Studios" di New York City, New York", New York City, New York
3. I Don’t Care – 4:07 – Registrato il 5 dicembre 1969 al "A & R Studios" di New York City, New York
4. Central Square Song – 5:26 – Registrato il 17 febbraio 1970 al "Atlantic Recording Studios", New York City, New York
5. Movies Are a Mother to Me – 2:36 – Registrato il 17 febbraio 1970 al "Atlantic Recording Studios", New York City, New York
6. Bruno’s Place – 3:31 – Registrato il 16 febbraio 1970 al "Atlantic Recording Studios", New York City, New York

## Musicisti
- Loudon Wainwright III – voce, chitarra (eccetto brano: "I Don't Care")

I Don’t Care
- Loudon Wainwright III – voce
- John "Bucky" Pizzarelli – chitarra
- Bob Cranshaw – basso
- Grady Tate – batteria [6]

Note aggiuntive
- Loudon Wainwright III e Milton Kramer – produttore
- "Black Uncle Remus" fu registrata al "Media Sound" di New York
- Tony Bongovi – ingegnere delle registrazioni ("Media Sound")
- "Hospital Lady", "Four Is a Magic Number", "I Don't Care" e "School Days", furono registrate al "A & R Studios" di New York
- Elliot Scheiner – ingegnere delle registrazioni ("A & R Studios")
- I rimanenti brani furono registrati al "Atlantic Recording Studios" di New York
- Jimmy Douglas – ingegnere delle registrazioni ("Atlantic Recording Studios")
- Ira Friedlander – design copertina album originale
- Lee Friedlander – foto copertina album originale [7]